# Koppány (Fluss)
Der Koppány ist ein Fluss im südwestlichen Teil Ungarns. Er zählt zu den rechten Nebenflüssen des Kapos.

## Verlauf
Die Quelle des Flusses liegt ungefähr zwei Kilometer westlich der Gemeinde Karád im Kreis Fonyód im nördlichen Teil des Komitats Somogy. Er verläuft zunächst in südlicher Richtung durch Fiad und ändert nördlich von Kisbárapáti 
seinen Verlauf in Richtung Osten, vorbei an den Gemeinden Somogyacsa, Szorosad,  Törökkoppány, Koppányszántó, Nagykónyi und Pári. Danach führt er durch den südlichen Teil der Stadt Tamási. Zwei Kilometer östlich von Regöly mündet der Fluss in den Kapos.
Somit befindet er sich in zwei Komitaten Ungarns: dem Komitat Somogy und dem Komitat Tolna.
Der Fluss hat eine Länge von ungefähr 75 Kilometern.